# Labüskewiesen
Labüskewiesen este o arie protejată (arie specială de conservare — SAC, sit de importanță comunitară — SCI) din Germania întinsă pe o suprafață de 164,1 ha, integral pe uscat.

## Localizare
Centrul sitului Labüskewiesen este situat la coordonatele 53°07′56″N 13°36′54″E / 53.1322°N 13.615°E.

## Înființare
Situl Labüskewiesen a fost declarat sit de importanță comunitară în februarie 1999 pentru a proteja 2 specii de animale. Situl a fost protejat și ca arie specială de conservare în octombrie 1990.

## Biodiversitate
Situată în ecoregiunea continentală, aria protejată conține 2 habitate naturale: Pajiști cu Molinia pe soluri calcaroase, turboase sau argilos-nămoloase (Molinion caeruleae), Mlaștini alcaline.
La baza desemnării sitului se află mai multe specii protejate de  mamifere (2): castor (Castor fiber), vidră de râu (Lutra lutra).
Pe lângă speciile protejate, pe teritoriul sitului au mai fost identificate 1 specie de amfibieni.